# Constantino de Sá de Noronha
Constantino de Sá de Noronha foi o 6.º e o 8.º governador do Ceilão português, tendo falecido em combate, na batalha de Randeniwela, em 25 de agosto de 1630.

## Biografia
Nasceu muito provavelmente em Portugal, no ano de 1586, filho legitimado de Martim Lourenço de Sá com Isabel Tomás.
O apelido Noronha vinha de sua bisavó, D. Joana de Noronha, neta paterna, em linha ilegítima, do 1.º conde de Odemira.
Foi nomeado pela primeira vez em 1618, sob Filipe II de Portugal, sendo governador de Ceilão até 1622; e depois novamente nomeado em 1623, ficando no cargo até 1630. 
Foi morto durante a Batalha de Randeniwela, onde opôs resistência desesperada ao inimigo, tendo se recusado a abandonar as suas tropas. 
Vários relatos, embora com versões algo divergentes sobre o que realmente se passou nos últimos instantes da sua vida, descrevem detalhadamente o momento de sua queda em combate.
Por examplo, no "Diário de Robert Knox" (1681), pode ler-se o seguinte:
"Sá saqueou toda a província de Uva, mas no seu regresso foi abandonado por todos os cingaleses que tinha no seu exército, e atacado por três princípes que fizeram grandes estragos na sua retaguarda.
O general, vendo a sua derrota, e a probabilidade de ficar prisioneiro, chamou o seu escravo, para que lhe desse água para beber, e, arrebatando a faca que estava presa à cintura do rapaz, esfaqueou-se a si próprio com ela".
O "Diário de João Ribeiro" (1685), diz o seguinte:
"O general, tendo cumprido o seu dever de chefe e de soldado, permaneceu na refrega, no meio do inimigo, e matou todos os que tinham a ousadia de permanecer perto dele, até que, perfurado por balas e flechas, caiu morto, sobre uma pilha de inimigos que ele próprio havia matado".
Mais recentemente, o autor sri lankês C. Gaston Perera, escrevendo em 2007, admite a possibilidade de Constantino de Sá ter sido abatido por "fogo amigo", de um arqueiro luso que, ao tentar derrubar um atacante dos exércitos cingaleses, acertou por engano no comandante das forças portuguesas, as quais na sequência se renderam.
Sucederam-lhe no governo de Ceilão Jorge de Albuquerque e Filipe Mascarenhas, respectivamente.

## Casamento e descendência
Casou com D. Luísa da Silva, filha de Duarte de Melo, 5.º senhor de Povolide, e de D. Margarida da Costa (que era filha de D. Duarte da Costa, 2.º governador do Brasil); com a seguinte geração:
- João Rodrigues de Sá e Meneses, casado com Mariana de Sousa, com geração, um filho, Artur de Sá, que não deixaria sucessão;

- D. Joana Maria de Noronha, que casou em LIsboa, Santos-o-Velho, em 15.03.1631, com D. Jorge Mascarenhas (bp. Lisboa, Sacramento, 20.07.1604), neto paterno de D. Francisco Mascarenhas, 1.º conde de Santa Cruz e 13.º vice-rei da Índia, não tendo havido geração deste casamento;

- D. Margarida de Mendonça, que foi a primeira mulher, sem geração, do historiador D. Agostinho Manuel de Vasconcelos.[8]

O filho primogénito deste casamento, o acima referido João Rodrigues de Sá e Meneses, escreveria sobre seu pai, em língua castelhana, o livro “Rebelión de Ceylan y los progressos de su conquista en el gobierno de Constantino de Saa y Noroña, escribela su hijo Juan Rodríguez de Saa y Menezes”, publicado em Lisboa por A. Craesbeck de Mello, no ano de 1681.